# 林敬三
林 敬三（はやし けいぞう、1907年〈明治40年〉1月8日 - 1991年〈平成3年〉11月12日）は、日本の内務官僚、陸上自衛官。位階は正三位。勲等は勲一等。
鳥取県知事（官選第35代）、内務省地方局長、内事局長官（初代）、宮内府次長（第2代）、宮内庁次長（初代）、警察予備隊中央本部長（初代）、同総隊総監（初代）、保安庁第一幕僚長（初代）、統合幕僚会議議長（初代）、日本住宅公団総裁（第3代）、日本赤十字社社長（第11代）、日本善行会会長、内閣府地方制度調査会会長を歴任した。

## 略歴
石川県出身。陸軍中将の林彌三吉の長男として生まれる。
東大卒業後、内務省へ入省。戦後、鳥取県知事や内務省地方局長を務め、同省解体後には宮内庁次官に就任し、この間、昭和天皇の側近となる。
時を同じく朝鮮戦争が勃発し、日本は再軍備を進めることとなる。軍事経験の無かった林は連合国軍総司令部（GHQ）の承認の下、吉田茂によって陸上自衛隊の前身である警察予備隊及び保安隊の指揮官に抜擢され、自衛隊発足後は初代統合幕僚会議議長に就任し、その後10年間に亘って陸将を務めた。在任中は、文民出身の将官として、部隊の再編成や基本的精神の確立、旧日本軍の新部隊（自衛隊）に対する影響の抑制、対外防衛に関する交流等に取り組み、同時に、防衛計画の策定や自衛隊からの提案の審査、防衛関連の諜報・調査業務を行うほか、アメリカ合衆国及びその同盟国との軍事的関係の緊密化を図った。
自衛隊退官後は、日本住宅公団や日本赤十字社、日本善行会等の代表、行政調査や靖国神社問題等で政府の諮問委員を務めるなど、複数の団体で積極的に活動した。
1991年死去。84歳没。

## 経歴

### 生い立ち
1907年（明治40年）1月8日、石川県で、陸軍中将の父・林彌三吉と母・照子（本姓・石川）との間に長男として生まれる。本籍地は東京府。姉の櫻子は、第27代京都府知事の安藤狂四郎の妻。繁子、操子の二人の妹にも囲まれて育った。父は高級将校であったが、東京府立第四中学校、第一高等学校を卒業後、軍には入らず、東京帝国大学で法律を学ぶ。その後、1928年に高等文官試験に合格し、翌年、東大法学部を卒業した。

### 文官時代

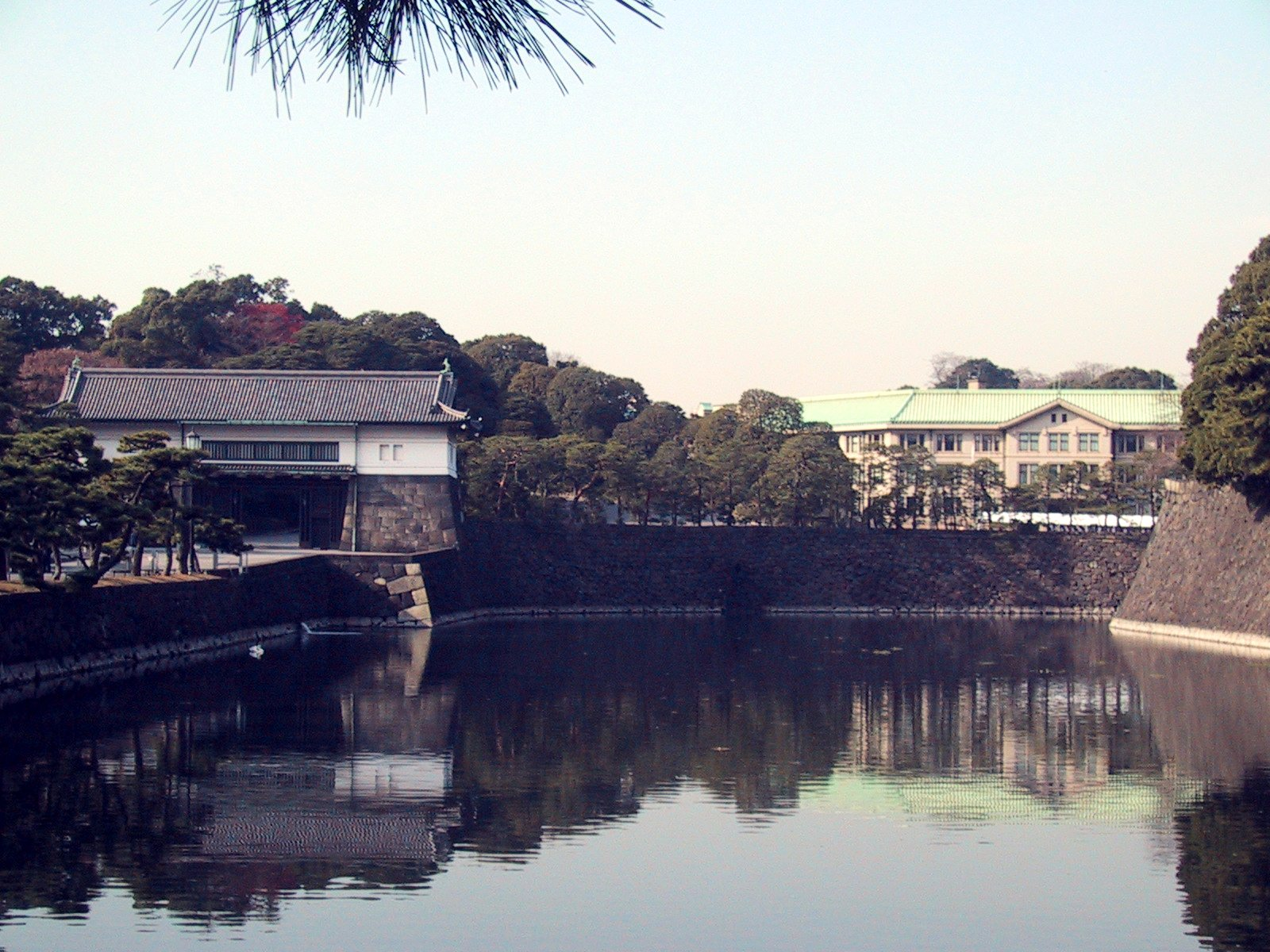
宮内庁庁舎とその前に広がる皇居の堀

学士号取得後、1929年に内務省へ入省し、同年富山県庁に配属された。その後、32年に京都府の、35年に神奈川県の社会課長を務める。41年3月以降は企画院へ出向し、42年同院第一部第一課課長。翌43年に内閣参事官と内閣法制局参事官を兼任し、その翌年の44年には内務監察官、内務省地方局総務課長、行政課長等を次々と歴任。
1945年、内務大臣秘書官兼大臣官房人事課長を務めた後、同年10月に、地方首長として史上最年少となる38歳の若さで鳥取県知事に就任し、約1年間務める。任期満了後の47年2月に地方局長へ転任するも、これが内務省での最後の勤務となった。12月、日本を占領していた連合国軍総司令部（GHQ）によって内務省が解体されると、経過措置として閣議で臨時に設置された内事局の長官に任命されて翌1月に就任し、公安委員会発足までの間、内務省が所掌していた警察制度を引き継ぐ役割を担った。
憲法改正や東京裁判が行われた1948年6月から8月にかけて、宮内府では異例の人事異動が相次いだ。特に、戦後間もなくの皇室事務を支えた大金益次郎侍従長と加藤進次長が共にその職を辞した。林は加藤の後任として8月に入府し、1950年まで次長を務め、昭和天皇の側近として、当時天皇と顔を合わせて話すことのできる数少ない人物の一人となった。

### 武官時代

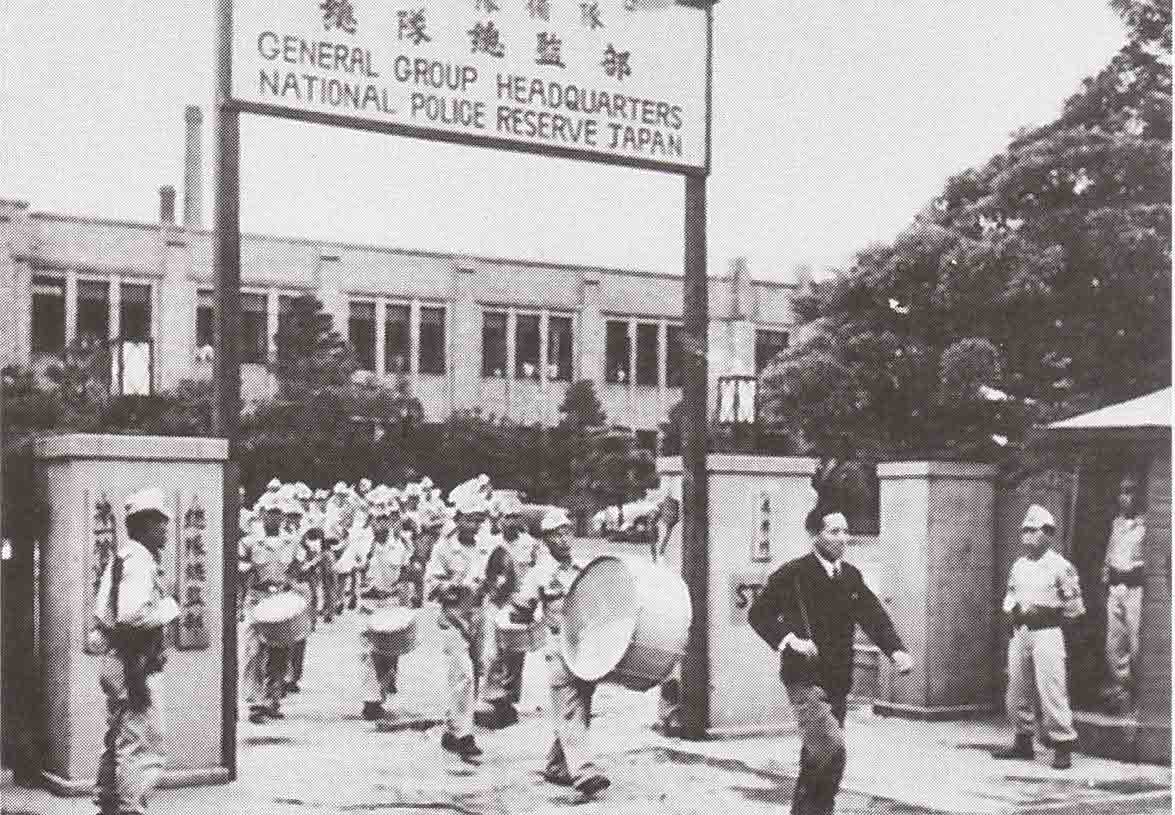
東京・越中島の警察予備隊総隊総監部
（1951年）

1950年6月の朝鮮戦争勃発後、在日米軍の多くが朝鮮半島へ赴き、日本の防衛に空白が生じつつあった。こうした背景から、GHQは戦後日本の自衛力の基盤として、新たな実力組織の原型を成す警察予備隊の創設を模索するなど、日本の再軍備を認める計画の策定を始めた。しかし、国際連合の方針とアメリカの当初の占領政策の下、旧日本軍の将校は予備隊への参加が許されず、隊幹部は旧内務省の文官と警察官とに取って代わられた。一方、吉田茂やダグラス・マッカーサーも元軍人の就任に反対し、GHQ参謀第二部（G-2、諜報部）部長のチャールズ・ウィロビー少将が元陸軍参謀本部作戦課長の服部卓四郎を指揮官に推薦した際には、吉田が猛烈に反発した。このほか、吉田は内閣軍事顧問を務めていた辰巳榮一の就任については前向きな姿勢を示していたものの、辰巳も就任を拒否した。
1950年9月上旬、吉田は林を警察予備隊の指揮官に任命することを提案し、昭和天皇も、宮内庁次長としての実績を高く評価し、自らが信頼を寄せていた林の任命に賛同する旨、吉田にその意向を伝えた。ただ、この問題ではアメリカ側の各部の意見が分かれた。隊員募集を担当したウィロビー率いる参謀第二部は、服部ら旧軍将校に便宜を図って林の就任を阻止しようとしたものの、GHQ内の他の関係者にはこの意思が共有されていなかった。特に、予備隊の人事を担当した民政局（GS）局長のコートニー・ホイットニー准将や、隊の創設・訓練養成に寄与した民事局分室（CASA）室長のホイットフィールド・シェパード少将、更に参謀第三部（G-3、作戦部）は、いずれも林への支持を表明した。林の指名はウィロビーの反対で1か月に亘って遅れたが、指揮官を巡るその後のマッカーサーと吉田の数週間もの協議の末、最終的に林が選ばれた。

#### 予備隊・保安隊期

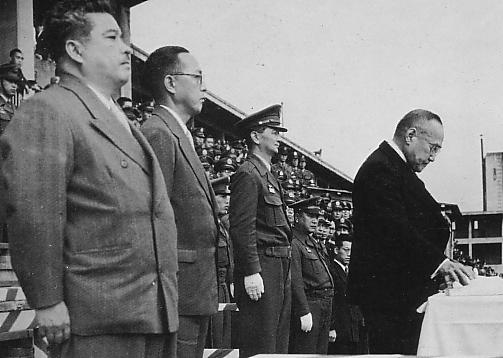
保安隊創立記念式典に参加する林（中央、制服姿の人物）と吉田茂（右）
（1952年10月15日）

1950年10月9日、林は警察予備隊における最高階級たる警察監が与えられた。転出にあたり天皇、皇后からは金色菊御紋手釦、黒塗花鳥蒔絵手箱を賜った。10月23日には正式に警察予備隊中央本部長として指揮官に任命された。12月29日、警察予備隊の司令部である中央本部が総隊総監部に改名され、その職名も臨時の名称であった中央本部長から総隊総監へと変更された。林のほか、副総監や管区隊等160人が任命されたが、中枢ポストの大部分を旧内務省出身者や警官が占めたため、予備隊、更にはその後の陸上自衛隊における旧陸軍軍人や右派の影響力は削がれることとなり、服部ら旧軍将校は林を「内務軍閥」だと称した。
当初の課題は、警察予備隊の精神基盤の確立であった。旧陸軍の最も重要な教育項目であった「精神教育」の廃止後、予備隊にはそれに代わる概念が無かったこと、戦後の平和憲法の採択によって軍人の忠節（忠誠）の対象としての天皇の地位が失われたこと、しかし新たに導入された民主主義は日本国民にとってまだ馴染みが薄く、アメリカ軍に倣って軍の創設理念に取り入れることが困難であったことから、精神的戦力の欠如が予備隊幹部らの懸案事項であると、林は考えた。これを念頭に、林は新旧両者間の均衡を保つことで、それに適った原則を探ろうとした。1951年3月、正式に基本精神に関する訓示を発表し「警察予備隊の基本精神は、愛国心と愛民族心である」と呼び掛け、新しい部隊の忠誠の対象を国家と国民に定めると共に、隊員に対する演説の中で「我々が新しい日本において正当な役割を演ずるためには、まず『国民の軍隊』になることが先決条件であります。これこそ予備隊の基調を成す根本原則でなければなりません」と述べ、警察予備隊という日本の新生軍事組織を国民と結び付け、旧日本軍との繋がりを断ち切ることを宣言した。

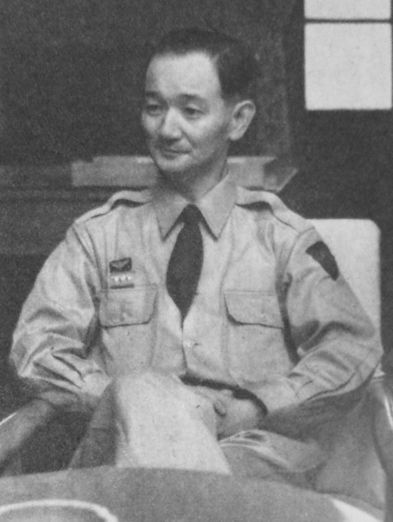
保安隊の制服を身に着ける林（保安庁第一幕僚長任期中）
（1953年10月7日）

1952年4月28日、サンフランシスコ平和条約が発効し、日本は主権国家としての地位を回復した。吉田内閣は、警察予備隊と海上警備隊（現・海上自衛隊）の管理の統合を図るため、国防機関として保安庁（現・防衛省）を政府内に設置する構想を取り纏めた。林と增原惠吉警察予備隊本部長官は、第二次世界大戦中の日本の陸海軍間の軍種対立を繰り返さないためにも、陸海双方を一元化された組織下に置くことを提唱したが、旧海軍出身の海上警備隊員は、組織の一体化によって予備隊の中で規模の小さい海上部隊が制約を受けることを恐れて難色を示した。結果的には林と增原の主張が実現し、保安庁は同年8月1日に正式に発足した。
保安庁の発足に伴い、警察予備隊は保安隊へ改組され、林の総隊総監の職名も、保安隊の司令部である第一幕僚監部を統括する保安庁第一幕僚長へと改称された。9月には、日本の長期的な防衛力整備計画を策定するため、第一幕僚長、第二幕僚長（現・海上幕僚長）、保安庁次長、局長、課長級の人員で構成される制度調査委員会が保安庁内に発足した。第一幕僚長任期中は、幕僚監部管轄下の組織が拡充されたほか、警察予備隊時代から存在した管区隊や直属部隊に加え、より大規模な北部方面隊や、幹部を養成する保安大学校、パイロットを訓練する保安隊航空学校も同年に創設された。

#### 自衛隊期
1954年7月1日に自衛隊と防衛庁が発足すると、保安隊及び警備隊はそれぞれ陸上自衛隊及び海上自衛隊へ改組され、新たに航空自衛隊が発足した。同時に、陸海空三隊の上に統合参謀本部に当たる統合幕僚会議（統幕会議）が設置され、初代議長には林が就任した。これは自衛官の最上位であり、諸外国の陸海空軍参謀総長に相当する地位であった。林の指導の下、統幕会議は防衛庁長官の補佐機関として、三隊の統合防衛計画や後方補給計画、訓練計画の統一的な策定を支援する一方、陸海空各幕僚監部（各軍種参謀部）の作成する関連計画、自衛隊出動時の指揮命令の進行調整、国防関連機密の収集、調査も担当した。

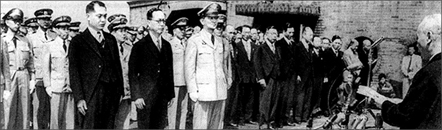
防衛庁開庁式に出席する林（中央）
（1954年7月）

林は議長として幕僚業務の指揮を執るだけでなく、日本の対外防衛協力や交流活動にも参加した。自衛隊発足直後、防衛庁はミサイル開発と研究を重要議題と位置付け、1954年8月には在日軍事援助顧問団団長のジェラルド・ヒギンズ少将と会談し、ミサイル攻撃への対応を学ぶため自衛隊の隊員をアメリカに派遣することについて意見交換を行い、9月にはアメリカ国防総省の招きで訪米。チャールズ・ウィルソン国防長官、アーサー・ラドフォード統合参謀本部議長ら高官とワシントンD.C.でハイレベル戦略会議を開き、在韓米軍再配備後の日本の実質的な防衛や両国の合同軍事演習等の議題について討論を行ったほか、林も自衛隊の戦力増強のため、アメリカに多くのジェット機や駆逐艦の供与を要請した。1956年に日米が初めて戦域レベルの合同軍事演習を行った際には、東京のアメリカ極東軍で作戦企画副参謀長を務めるアーサー・トルドー中将と共に、それぞれ日米側の責任者を務めた。
1950年代後半になると、日本はアメリカの影響下で西側防衛体制における重要な同盟国となっていた。林は統幕議長在任中、他の同盟国との関係の緊密化を図るため、これらの国々を訪問した。1957年5月5日から16日にかけて、イギリス政府の招きで、ロンドンの英陸海空軍の各部隊や装備を視察した。日本の高級将校がイギリスを公式訪問したのは、1937年に本間雅晴中将がジョージ6世の戴冠式に出席して以来であった。イギリスでの滞在を終えた後、5月21日に西ドイツの首都ボンに向かい、翌日、フランツ・ヨーゼフ・シュトラウス軍部大臣、アドルフ・ホイジンガー連邦軍総監らと、戦後初となる日独両軍の長による会談を行った。会談後、両者は共同で軍事に関する交流を行っていくことで合意した。2年半後の1959年11月14日、15日には、日本の軍事代表としてフィリピンのバギオに赴き、アメリカ太平洋軍のハリー・フェルト上将が主催する多国軍事会議に出席し、フィリピン軍参謀総長のマヌエル・カバル中将、中華民国参謀総長の彭孟緝上将、その他東南アジア条約機構加盟国の軍事指導者らと会談し、西太平洋地域における軍事同盟の発展に努めた。
林は自衛隊の長という地位にこそあれ、統幕会議自体が単なる協議機関に過ぎなかったため、就任当初は統合作戦を指揮する権限を有していなかった。だが、1961年に防衛二法の改正によって統幕会議の権限が強化されると、議長には作戦時に動員中の自衛隊に対して命令を下す権限が与えられた。また、統合作戦における統合任務部隊に対する指揮権や防衛庁長官の命令を執行する権限も拡大された。
その後も統幕議長を務め、最終的には1964年8月まで10年余りに亘る長期体制を築くこととなった。在任期間としては最長であり、文民出身の唯一の議長でもあった。後任の十数人の議長は経験を積んだ軍人であり、その任期は概ね1年から3年程度である。

### 退任後
1964年、林は統幕議長の職を辞し、直後に自衛隊を退官した。最終階級は陸将。自衛隊を退いてからも精力的に活動を続け、日本住宅公団総裁（1965年8月1日 - 1971年3月31日）、自治医科大学理事長（1973年）、日本赤十字社理事（1977年4月1日）、同社長（1978年4月1日 - 1987年3月31日）、同名誉社長、日本善行会会長（1983年7月 - 1990年7月）等を歴任した。
企業や団体で要職を担う傍ら、民間人で構成される政府の委員会にも参加し、政策の調査や審議に携わった。1981年3月16日、鈴木内閣は、財政制度の再建と行政改革の推進を図ろうと、土光敏夫会長ら有識者からなる第二次臨時行政調査会を設置した。林は赤十字社社長として委員に任命され、赤十字や各界との幅広い人脈によって各方面の意見や要望を会に反映させ、改革に関する答申を首相に提出した。また、1984年8月3日、中曾根内閣の藤波孝生官房長官召集の下、諮問機関として設置された「閣僚の靖国神社参拝問題に関する懇談会」では座長を務め、憲法、法曹、宗教、文学等各界の学識経験者14人のメンバーと共に、靖国神社への参拝を巡る問題について、法的、社会的及び宗教的側面から調査を行った。
1991年（平成3年）11月12日、東京都内の病院で死去。84歳没。死後、正三位に叙され、港区・芝公園内の増上寺で葬儀が行われた。

## 年譜
- 1907年（明治40年）1月8日：誕生
- 東京府立第四中学校、第一高等学校卒業

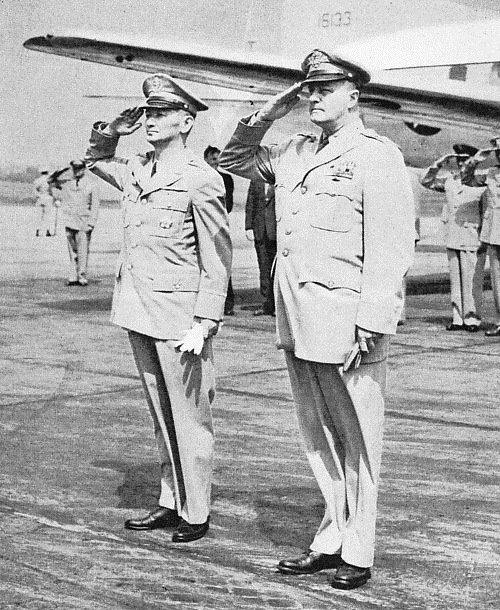
林敬三（左）とチャールズ・L・ボルト米陸軍副参謀総長（右）
（1954年7月）

- 1929年（昭和4年）：東京帝国大学法学部卒業。内務省入省。富山県属
- 1945年（昭和20年）10月：鳥取県知事（官選）
- 1947年（昭和22年）2月：内務省地方局長
- 1948年（昭和23年）
  - 1月1日：内事局長官（3月7日廃止）
  - 8月2日：宮内府次長
- 1949年（昭和24年）6月1日：宮内庁次長
- 1950年（昭和25年）
  - 10月29日：警察監任、警察予備隊中央本部長
  - 12月29日：警察予備隊総隊総監
- 1952年（昭和27年）8月1日：保安庁第一幕僚長
- 1954年（昭和29年）7月1日：初代統合幕僚会議議長
- 1964年（昭和39年）8月14日：退官
- 1965年（昭和40年）8月1日：日本住宅公団総裁
- 1971年（昭和46年）3月31日：退任
- 1973年（昭和48年）：自治医科大学理事長
- 1977年（昭和52年）
  - 4月1日：日本赤十字社理事
  - 4月29日：勲一等瑞宝章
- 1978年（昭和53年）4月1日：日本赤十字社社長
- 1983年（昭和58年）7月：日本善行会会長
- 1987年（昭和62年）
  - 3月31日：日本赤十字社社長退任
  - 11月3日：勲一等旭日大綬章
- 1991年（平成3年）11月12日：逝去。叙・正三位

## 家族
- 父 - 彌三吉（陸軍中将）
- 母 - 照子（本姓・石川）
- 姉 - 櫻子（第27代京都府知事安藤狂四郎妻）
- 妹 - 繁子・操子
- 妻 - 靜枝（本姓・二上、通信官僚出身の枢密院書記官長・二上兵治五女）[3][95]
- 長男 - 正治[96][3]
- 長女 - 峰子[15]

## 著作
- 『地方自治講話』海口書店、東京、1949年。ASIN B000JBJLX2。OCLC 674006250。全国書誌番号:49006540。
- 『心のしおり』学陽書房、東京〈自衛隊教養文庫〉、1960年。ASIN B000JAQ1H2。doi:10.11501/2934204。
- 『国際的に見た日本の防衛問題』内外情勢調査会〈講演シリーズ185〉、1962年。doi:10.11501/1154055。 NCID BA68022858。OCLC 33603781。
- 『地方自治の回顧と展望』全国都道府県議会議長会事務局、東京〈議会職員執務資料シリーズ〉、1976年。| 他 |

## 受賞
叙位
- 正三位 - 1991年

栄典
- 勲功章 - 1958年
- 勲一等瑞宝章 - 1977年
- 勲一等旭日大綬章 - 1987年